# کلاید آر. هوی
کلاید آر. هوی (به انگلیسی: Clyde R. Hoey) سناتور سابق عضو حزب دموکرات ایالات متحده آمریکا بود. وی در سال ۱۹۴۵ تا ۱۹۵۴ میلادی سناتور ایالت کارولینای شمالی در سنای ایالات متحده آمریکا بود.